# Тяжёлые крейсера типа «Сюффрен»

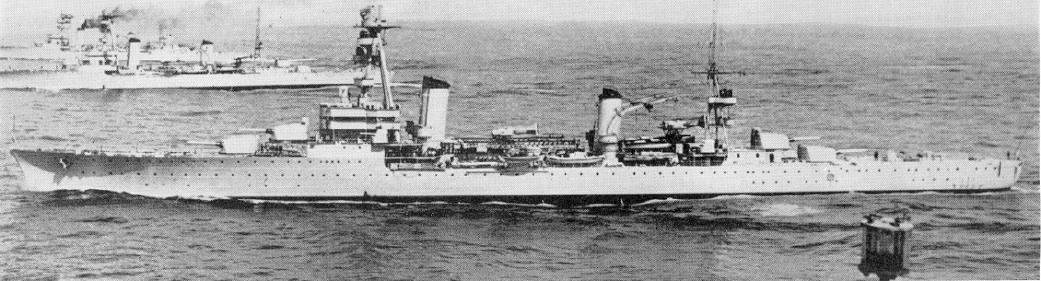
Тяжёлый крейсер «Дюпле»

Тяжёлые крейсера типа «Сюффрен» — тип тяжёлых крейсеров французского флота периода Второй мировой войны. Построено 4 единицы: «Сюффрен» (фр. Suffren), «Кольбер» (фр. Colbert), «Фош» (фр. Foch), «Дюпле» (фр. Dupleix). Все корабли серии заметно различались между собой по тактико-техническим характеристикам и внешнему виду. Развитие проекта «Дюкень», создавались как ответ на итальянские тяжёлые крейсера типа «Тренто». Дальнейшим развитием типа «Сюффрен» стал тяжёлый крейсер «Альжери».

## История создания
Ещё до начала строительства первых французских тяжёлых крейсеров типа «Дюкень» проект стал подвергаться критике за крайне слабую, практически символическую защиту. Беспокойство Морского генерального штаба (фр. Etat-Major General) усилилось после получения известий о том, то первые итальянские тяжёлые крейсера типа «Тренто» будут нести 70-мм броневой пояс и 50-мм броневую палубу. На их фоне крейсера типа «Дюкень» выглядели «картонными». Поэтому, формулируя требования к тактико-техническим характеристикам будущих тяжёлых крейсеров, предполагаемых к строительству по программе 1925 года, Морской генеральный штаб выразил желание получить более защищённые боевые единицы. Задание было сформулированно 11 февраля 1924 года и предполагало достижение следующих характеристик:
- Сохранение плавучести, устойчивости и хода при попадание торпеды калибра 550 мм и близком разрыве 100-кг авиабомбы;
- Броневая защита, способная противостоять попаданиям 140-мм снарядов и 100-кг авиабомб;
- Вооружение не менее сильное, чем у крейсеров типа «Дюкень»;
- Дальность плавания 5000 миль ходом 15 узлов;
- Максимально возможная мощность и скорость, желательно 33 узла[3].

## Конструкция

### Вооружение
| калибр, мм                             | 203,2     | 203,2     | 90     | 75     | 37      | 13,2  |
| длина ствола, калибров                 | 50        | 50        | 50     | 50     | 50      | 76    |
| масса орудия, кг                       | 20 716    | 20 716    | 1570   | 1070   | 300     | 19,5  |
| скорострельность, в/мин                | 4—5       | 4—5       | 12—15  | 8—15   | 30—42   | 200   |
| вес снаряда, кг                        | 123,8—134 | 123,8—134 | 9,5    | 5,93   | 0,725   | 0,052 |
| начальная скорость, м/с                | 820       | 820       | 850    | 850    | 810—840 | 800   |
| максимальная дальность, м              | 30 000    | 30 000    | 15 600 | 14 100 | 7150    | 7200  |
| максимальная досягаемость по высоте, м | —         | —         | 10 600 | 10 000 | 5000    | 1500  |

## Служба
| Название  | верфь                    | дата закладки       | дата спуска         | ввод в строй          | примечания                                                               |
| --------- | ------------------------ | ------------------- | ------------------- | --------------------- | ------------------------------------------------------------------------ |
| «Сюффрен» | Брестский арсенал, Брест | 17 апреля 1926 года | 3 мая 1927 года     | 1 января 1930 года    | Исключён из состава флота 27 декабря 1962 года, сдан на слом в 1974 году |
| «Кольбер» | Брестский арсенал, Брест | 12 июня 1927 года   | 20 апреля 1928 года | 4 марта 1931 года     | затоплен в Тулоне 27 ноября 1942 года                                    |
| «Фош»     | Брестский арсенал, Брест | 21 июня 1928 года   | 24 апреля 1929 года | 15 сентября 1931 года | затоплен в Тулоне 27 ноября 1942 года                                    |
| «Дюпле»   | Брестский арсенал, Брест | 14 ноября 1929 года | 9 октября 1930 года | 20 июля 1932 года     | затоплен в Тулоне 27 ноября 1942 года                                    |

### «Сюффрен»
Служба «Сюффрена» началась в ноябре 1929 года, ещё до официального вступления в строй,  с включением в состав 1-й лёгкой дивизии, базировавшейся на Брест.

## Оценка проекта
Тяжёлые крейсера типа «Сюффрен» представляли собой промежуточный тип французских кораблей этого класса, между «Дюкенем» и «Альжери». Стремление командования флота получить более защищённые крейсера привело к заметному улучшению бронирования нового типа, причём масса брони росла от корабля к кораблю, а схема защиты всё время совершенствовалась. Различия между крейсерами оказались столь значительными, что пары «Сюффрен» — «Кольбер» и «Фош» — «Дюпле» можно было бы отнести к различным типам. Тонкий броневой пояс первой пары не давал крейсерам серьёзной защиты от огня крейсеров противника, защищённость второй пары оказалась несколько выше. Тем не менее, по своим характеристикам, все крейсера этого типа являлись заурядными по своим качествам кораблями и ничем не выделялись среди одноклассников. Однако, начатый в рамках этого проекта процесс совершенствования защиты тяжёлых крейсеров, привёл, в итоге, к появлению наиболее совершенного французского крейсера — «Альжери».